# Dasychira miserata
Dasychira miserata är en fjärilsart som beskrevs av Holland 1893. Dasychira miserata ingår i släktet Dasychira och familjen tofsspinnare. Inga underarter finns listade i Catalogue of Life.